# Boldre
Boldre est un village et une paroisse civile du district de New Forest dans le Hampshire. Il est situé à l'intérieur du parc national New Forest, près de la rivière Lymington et se trouve à environ trois kilomètres au nord de la ville de Lymington.
Selon le recensement de 2011, la paroisse avait une population de 2 003 habitants.

## Description
Les limites actuelles de la paroisse englobent une zone de 3 200 hectares et incluent les hameaux de Battramsley, Sandy Down, Pilley, Bull Hill, Norley Wood, Portmore, Baddesley Sud et Walhampton.

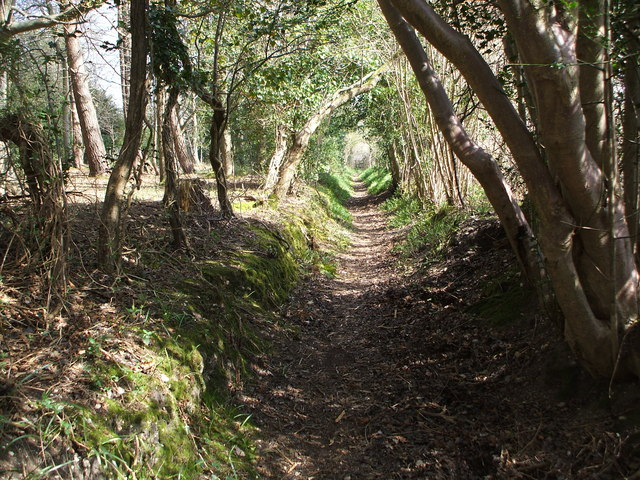
Sentier ombragé vers Sandy Down.

Boldre a une église, St John the Baptist. Cette église est associée avec le croiseur de bataille HMS Hood car son dernier amiral, Sir Lancelot Holland, adorait être ici avant de se noyer aucours du naufrage du navire dans la bataille du détroit de Danemark.
Le Boldre Club est l'un des plus anciens clubs du secteur.
Un pub appelé le Red Lion s'y trouve également.
Une école de l'Église d'Angleterre se tient sur Pilley Hill, elle est appelée « William Gilpin », d'après le vicaire de l'église.
Une ancienne école est située sur Boldre Lane. C'est maintenant une maison d'habitation avec une plaque qui rappelle sa précédente affectation à l'extérieur.
On peut encore voir la boîte aux lettres du bureau de poste.
En 1903, W.H. Hudson a décrit la campagne au nord de Lymington, autour des villages de Pilley et de Boldre, dans les Hampshire Days, comme « un pays de lieux secrets, verdoyant et hors du monde ». Aujourd'hui, il abrite de grandes maisons, il est beaucoup plus accessible, mais reste largement préservé.

## Histoire

### Moyen Âge
Le Domesday Book contient une entrée substantielle sur les « Hundred of Boldre », où il est enregistré comme « Bouvre ». C'est probablement une corruption normande de « Bol Re » (une planche sur une rivière).
L'église en a remplacé une plus ancienne, du XIIIe siècle. Une énorme clé de fer utilisée par les moines de l'abbaye de Beaulieu est toujours en usage pour déverrouiller les portes.

### Gilpin, le pittoresque
William Gilpin était le pasteur du village et vivait à Vicars Hill. Il s'est rendu célèbre par ses connaissances sur le parc de New Forest, sa flore et sa faune. William Gilpin est enterré dans le cimetière de l'église Saint-Jean-Baptiste, à côté d'un vieil érable. Il est mort en 1804 à l'âge de 80 ans. Sur sa tombe, il est écrit :
« In a quiet mansion beneath this stone, secured from the afflictions and still more dangerous enjoyments of life, lie the remains of William Gilpin, sometime vicar of this parish, together with the remains of Margaret his wife.
Here it will be a new joy to meet several of their good neighbours who now lie scattered in these sacred precincts around them. »
« Dans une demeure tranquille sous cette pierre, à l'abri des afflictions et des plaisirs encore plus dangereux de la vie, se trouvent les restes de William Gilpin, autrefois vicaire de cette paroisse, ainsi que ceux de Margaret, sa femme.
Plus tard, ce sera une nouvelle joie de rencontrer plusieurs de leurs bons voisins qui sont maintenant dispersés dans ces enceintes sacrées autour d'eux. »

### LeComyn de New Forest

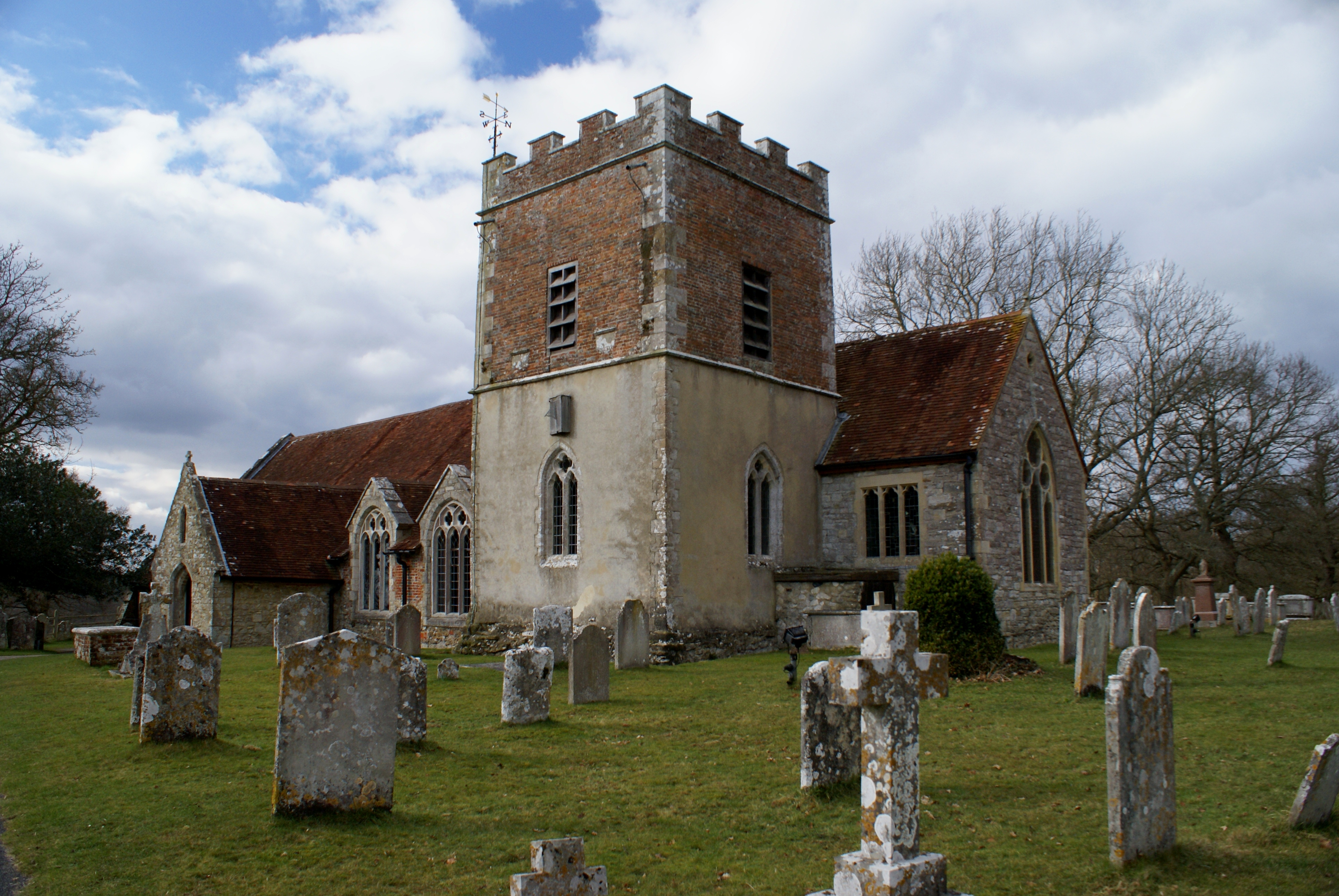
Église Saint-Jean-Baptiste, Boldre.

L'un des successeurs de Gilpin, le révérend Thomas Vialls, était apparemment un vicaire absent de Boldre. Il a fait l'une de ses rares apparitions dans la paroisse pour organiser le mariage de son vicaire Henry Comyn et Philadelphie Heylyn en 1815. Comyn, qui était le frère de l'aumônier de Lord Nelson, Stephen George Comyn (en), effectua un recensement et rédigea un registre complet de la localité. En 1817, il élabora les « cahiers de Boldre ». Comyn s'inquiétait de la croissance de la dissension religieuse parmi les paroissiens de Boldre et cela pourrait expliquer pourquoi il a fait de gros efforts pour enregistrer des perturbateurs de l'époque dans ses cahiers. Sa principale préoccupation semble avoir été la croissance du mouvement baptiste qui prospérait alors dans la région de New Forest. Par exemple, l'église baptiste a été fondée à Beaulieu Rails (East Boldre) en 1810 et à Sway dans la partie occidentale de la paroisse, en 1816. Comyn a probablement vu les indépendants et Méthodistes en tant que chrétiens rebelles, mais ils ne semblaient pas avoir autant de soutien local que les baptistes. Le dossier s'est révélé d'un grand intérêt pour les historiens, descendants de la famille.
Comyn a également publié un livre intitulé Substance of part of the lectures delivered in the United parishes of Boldre and Brockenhurst, imprimé et publié par Galpine of Lymington. La copie de la British Library contient de nombreuses annotations de la main de Comyn, une copie est également disponible à la bibliothèque de l'université de Southampton, Cope Collection[pas clair].

### Caroline Southey
Les liens du village avec la littérature ont été renforcés grâce à Caroline Bowles, la poétesse qui épousa Robert Southey en 1839.

### HoodAssociation
Au XXe siècle, l'église Saint-Jean-Baptiste de Boldre s'est associée à HMS Hood parce que le dernier amiral Lancelot Holland de « Hood » est issu de la région ; c'était un fidèle de l'église dans les années avant la Seconde Guerre mondiale. L'association Hood a organisé l'ancien service annuel de Boldre. Ce n'est plus un rassemblement officiel de l'association, mais il sert toujours de plus grande célébration publique de mémoire pour « Hood ». La commémoration a lieu à la mi-mai, généralement la semaine précédant le dîner annuel de la réunion de l'association « Hood » et le service du souvenir, toujours le samedi le plus proche du 24 mai.

### Prêtre en prison
Après la Seconde Guerre mondiale, un autre curé célèbre a desservi la paroisse. Le révérend John Hayter a passé la plus grande partie de la guerre en tant que jeune prêtre dans le camp de Changi pendant l'occupation japonaise de Singapour. Il a plus tard écrit sur ses « aventures »